# Andreas Gerster
Andreas Gerster (* 24. November 1982) ist ein ehemaliger liechtensteinischer Fussballspieler und -trainer.

## Karriere

### Verein
Gerster begann seine Karriere 2001 beim FC Vaduz. In der Saison 2006/07 spielte er beim TSV Hartberg in Österreich und wechselte anschliessend zum USV Eschen-Mauren. Zur Saison 2009/10 schloss er sich dem FC Triesenberg an, wo er bis Juni 2011 spielte. Anschliessend beendete er mit Beginn der Saison 2011/12 seine aktive Karriere und ging als Entwicklungshelfer nach Kaduna in Nigeria. In Nigeria gründete er mit seinen ehemaligen Vereinskameraden Ronny Büchel, Fabio D’Elia, Simon Nusch und dem italienischen Skifahrer Stefan Thanei den Verein OneAgape – Sport & Education. Im Sommer 2013 übergab er die Leitung des Vereins an ein nigerianisches Betreuerteam und kehrte nach Liechtenstein zurück, wo er im August 2013 sein Comeback bei FC Triesenberg feierte. Er spielte bis zum Jahresende 2013 für Triesenberg, bevor er endgültig seine Karriere beendete.

### Nationalmannschaft
Der Mittelfeldspieler gab sein Länderspieldebüt für die liechtensteinische Fussballnationalmannschaft am 28. Februar 2001 beim 0:2 gegen Lettland im Rahmen eines Freundschaftsspiels, als er in der 84. Minute für Martin Telser eingewechselt wurde.
Bis 2010 war er insgesamt 38 Mal für sein Heimatland im Einsatz.

### Trainerlaufbahn
Nach seinem Karriereende im Dezember 2013 war er Co-Trainer beim FC Triesenberg. Ab Sommer 2017 war er Coach der zweiten Mannschaft des FCT, die er bis zum Saisonende 2019/20 leitete.

## Erfolge
FC Vaduz
- 6× Liechtensteiner Cupsieger: 2001, 2002, 2003, 2004, 2005, 2006